# بن نلسون (بازیکن فوتبال)
بن نلسون (انگلیسی: Ben Nelson؛ زادهٔ ۱۸ مارس ۲۰۰۴) بازیکن فوتبال اهل انگلستان است.
از باشگاه‌هایی که در آن بازی کرده‌است می‌توان به باشگاه فوتبال لستر سیتی اشاره کرد.
وی همچنین در تیم‌های ملی فوتبال زیر ۱۸ سال انگلستان، و زیر ۱۹ سال انگلستان بازی کرده‌است.